# WTCC i Marocko

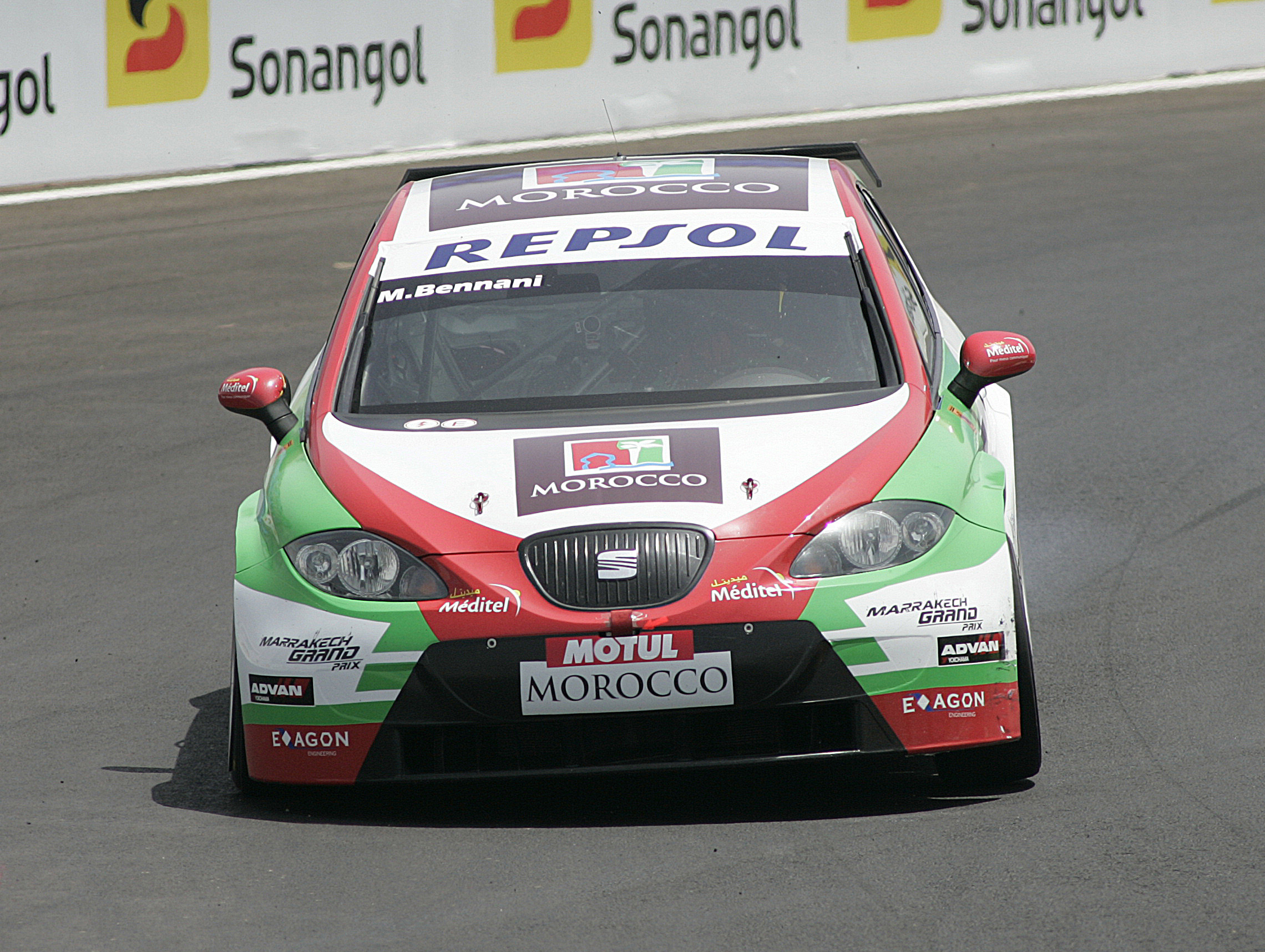
Mehdi Bennani på Marrakech Street Circuit 2009.

FIA WTCC Race of Mexico är den marockanska deltävlingen av FIA:s världsmästerskap i standardvagnsmästerskap, World Touring Car Championship. Deltävlingen kördes säsongerna 2009 och 2010 på Circuit International Automobile Moulay El Hassan, i utkanten av staden Marrakech. När WTCC kördes på banan 2009, var det de första internationella racen i Marocko sedan Marockos Grand Prix 1958, som kördes på den numera nedlagda banan Ain Diab. Det var även det första WTCC-racet i Afrika.
Tävlingen fanns med på kalendern även 2011, men på grund av sponsorbrist ställdes den in. Den var dock tillbaka till säsongen 2012, som tävlingshelg nummer tre på kalendern.

## Säsonger
| År   | Bana                                              | Race | Segrare förare                 | Segrare modell          | Rapport             |
| ---- | ------------------------------------------------- | ---- | ------------------------------ | ----------------------- | ------------------- |
| 2012 | Circuit International Automobile Moulay El Hassan | 1 2  | Alain Menu Yvan Muller         | Chevrolet Cruze 1.6T    | WTCC i Marocko 2012 |
| 2010 | Marrakech Street Circuit                          | 1 2  | Gabriele Tarquini Andy Priaulx | SEAT León TDi BMW 320si | WTCC i Marocko 2010 |
| 2009 | Marrakech Street Circuit                          | 1 2  | Robert Huff Nicola Larini      | Chevrolet Cruze         | WTCC i Marocko 2009 |